# Ilidia, Caraș-Severin
Ilidia este un sat în comuna Ciclova Română din județul Caraș-Severin, Banat, România.

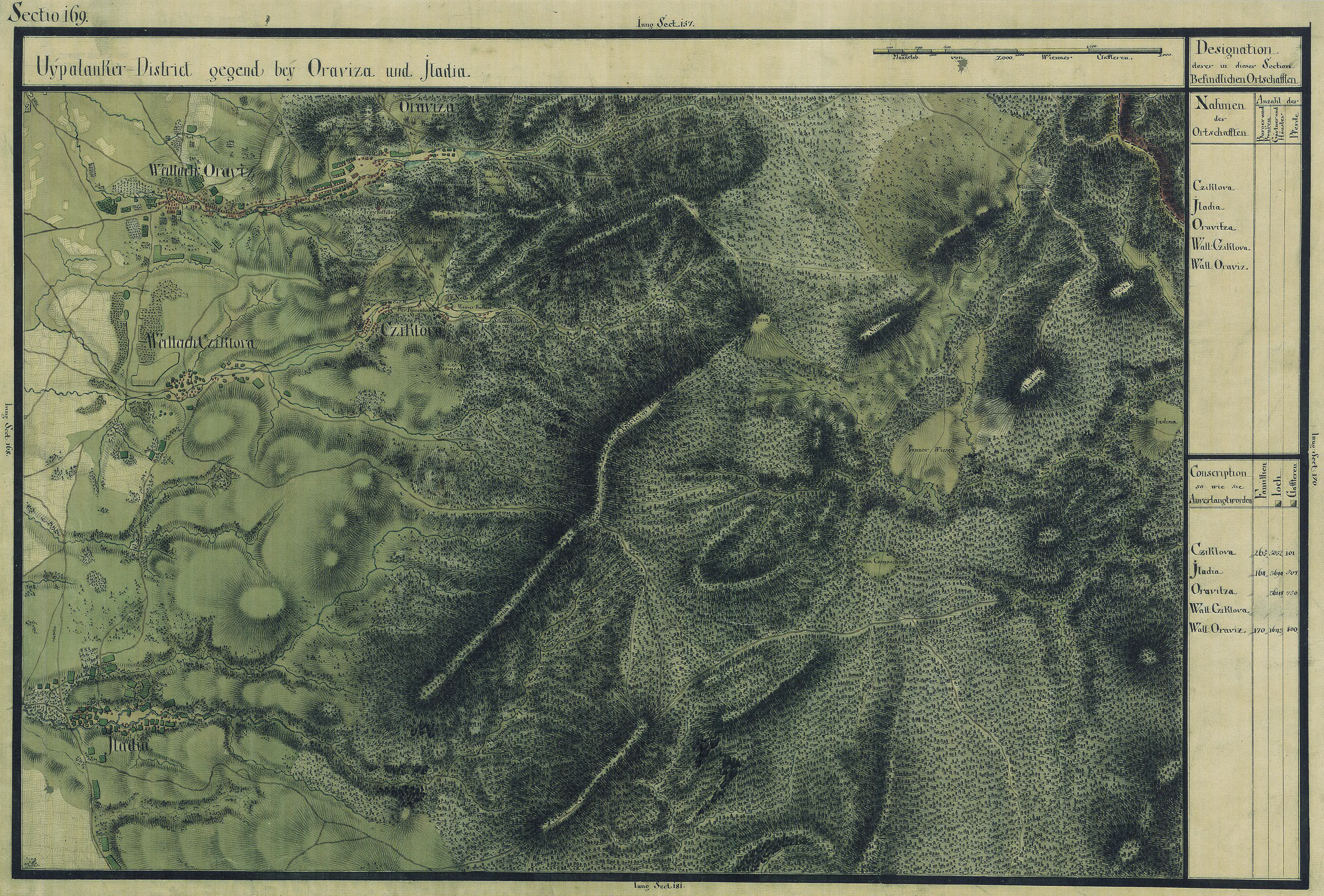
Ilidia în Harta Iosefină a Banatului, 1769-72

Ilidia era renumită prin numărul mare de imigranți la sfârșitul secolului al ХІХ-lea și începutul secolului al ХХ-lea, fiind numită și America Mică sau Mica Americă. Are aproape 800 de ani de atestare documentară și o multitudine de vestigii arheologice din perioade cu mult înainte de documentele scrise, istorie pusă în evidență de istoricul local Dumitru Țeicu în numeroasele sale publicații.
Din punct de vedere geografic, localitatea este așezată de-a lungul pârâului Vicinic la poalele Munților Aninei între dealurile Cucuiova, Cetate, Tâlva, Oblița și Otor, la celălalt capăt al localității (vest) întinzându-se un câmp fertil.

## Istorie
În Evul Mediu, Ilidia a fost centrul politico-administrativ al unui district românesc. (Istoria districtelor românești din Banatul timișan de Vicențiu Grozescu)

## Personalități
Aici s-a născut Traian Jurchela, un cunoscut cântăreț  de muzică populară bănățeană. De asemenea tot în localitatea Ilidia își are originea și cunoscutul cântăreț și compozitor Marius Țeicu. Aceleiași familii îi aparține și folcloristul Simion Țeicu, acesta din urmă implicându-se foarte mult în recunoașterea satului Ilidia ca zonă cu un puternic izvor folcloric nealterat.
Viața acestui colț din Banatul montan a fost descrisă și de inginerul Iosif Stănilă într-o Monografie a satului Ilidia.
Dimitrie Grama, un contemporan mai puțin cunoscut de localnici pe viu, cum spun bătrânii, face ca numele de Ilidia să apară în numeroase publicații internaționale, în satul său natal fiind cunoscut ca nepotul unui emigrant român în state reîntors la bătrânețe la îndemnul nepotului său Dimitrie. Poezia și proza sa fac pe mulți băștinași ai satului să se reîntoarcă măcar cu gândul la locul de baștină asemenea bătrânului emigrant Adam Țeicu.
În anul 1938, ziarele timișorene informau despre automobilul Dacia în valoare de 70000 de lei că "în ziarul Vestul din 5 iulie 1936, bănățeanul Ion Madincea, originar din Ilidia născut la 1900, emigrat in S.U.A., în 1920 ajuns inginer și unul din conducătorii firmei Chrysler, vine cu acest proiect mutat mai târziu la Codlea. (după un articol de Vali Corduneanu).
Istoria acestei localități cât și a zonei a fost scoasă la lumină atât la propriu cât și la figurat de Dumitru Țeicu, istoric și om de cultură cărășan cu origine din localitate, acestui om datorându-i-se în mare parte toate aceste informații despre satul montan Ilidia.

## Ocupații
Sat din Banatul montan cu tradiții agricole dar cu o puternică tentă meșteșugărească poate dezvoltată tot datorită influenței austriece și totodată numărului mare de emigranți, țăranii sfârșitului de secol al ХΙХ-lea cu școală, bibliotecă (cu 2000 de volume), fanfară, cor și o puternică influență a Bisericii în viața satului, modelează viața țăranului dornic de cunoaștere să aibă și alte îndeletniciri meșteșugărești, fapt ce a dus ca în perioada comunistă satul să cunoască o mare pierdere de populație stabilă, astfel că la începutul unui nou mileniu aflăm un sat montan turistic cu nostalgia vremurilor de odinioară și tentația de libertate a vizitatorului fie el și de o zi.
Apicultura ― Între poveștile locului își găseau locul și cele despre stupi. Așadar cu aproximativ 120 de ani în urmă, în secolul XIX, în Ilidia sau Mica Americă, un El Dorado al cărășenilor, nici chiar apicultura nu putea începe fără o poveste despre arme și stupi. Astfel, un stupar de coșnițe, Moș Licurici, trage cu o armă asupra unui hoț de stupi, tăindu-i piciorul. Așadar, fiind îndeplinit un act justițiar demn de vestul sălbatic, apicultura a avut parte de liniște multă vreme, prosperând. Apare prima stupină cu stupi sistematici, stupul Atanasie Albina apărând chiar în stupina cu pricina a moșului, înlocuind secularele coșnițe de curpen unse cu lut și bălegar, acești stupi menținându-se până în anii 1995; mai apar și stupii ungurești (verticali) în familia Lazăr Valeriu sub formă de stupină închisă. În jurul anilor 1937, Murgu Ion Țepeneu înființează prima fermă apicolă profesionistă în localitate. Tradiția este continuată și întărită din jurul anului 1953, când un alt stupar, Maran Petru, înființează o nouă stupină. Cei doi colaborează și reușesc să afirme apicultura bănățeană la nivel de țară atât prin producții cât și prin diversitate, Țepeneu fiind, se pare, unul din apicultorii care au dus la descoperirea apilarnilului. Cei doi introduc stupii moderni Dadant si Langstrongt cu o productivitate ridicată, executați după standard, nepermițând deviații constructive; introduc recoltarea mierii cu mijloace moderne și topirea cerii prin topitoare solare și cu abur; participă împreună la lucrările Congresului Apimondia din Romania in anii `60, aduc grupuri de apicultori din zonă în schimb de experiență, formează vetre de stupine urmărind evoluția florei, încurajează și muncesc la introducerea salcâmului in zonă; practică o perioada și stupăritul pastoral. Considerând că apicultura evoluează odată cu omenirea, formează biblioteci de specialitate alcătuite din apariții de carte si colecții din revistele vremii. Cei doi stupari au un rol important prin faptul că ei nu considerau că apicultura este o branșă cu ușile închise pentru tineri, îndemnându-i spre această îndeletnicire nobilă. Așadar la un nou început de secol european media de vârstă a stuparilor din Ilidia este 35 de ani, existând peste 700 familii de albine. Sperăm deci la un nou secol dulce în Valea Carasului (A.M.)

## Religie
Satul Ilidia are trei biserici: o biserică ortodoxă, una greco catolică și alta baptistă.

## Obiective turistice
biserica rotundă, castelul și locuința feudală, ruinele restaurate de pe dealurile Oblița și Cetate, Cetatea cu val de pământ, biserica ortodoxă pictată de pictorul Zaicu. Rezervația naturală integrală Valea Mare, cele 6 mori pe apă funcționale dintre care 4 din lemn, clădiri și fântâni cu arhitectură conservată.
În anul 1883 ia ființă corul din Ilidia, iar în 1889 ia ființă fanfara, instrument păstrat de localnici până în ziua de azi.

## Lupta anticomunistă
Populația cu tentă capitalistă, datorită fenomenului de emigrare în state cum ar fi S.U.A., Franța, Germania, cu o cultură evoluată pentru acea perioadă, cu mijloace de producție moderne, moară cu valturi pe apă și cu motor cu explozie, utilaje de tâmplărie complexe aduse din Viena, utilaje de agricultură, batoze, tractoare, teascuri de vin, cazane de rachiu industriale, toate acestea aducând la sfârșitul anilor 1949 necazuri locuitorilor: arestări, deportări in Bărăgan, domicilii forțate, colectivizare, iar apoi duc la desființarea acestei  comune cu peste 700 de ani de atestare.

### Deținuți politici
- Lazăr Cornel-decedat Aiud,
- Lazăr Iconia,
- Luca Ștefan,
- Maran Adam,
- Murgu Nicolae,
- Suru Gheorghe,
- Rugaci Achile,
- Madincea Ilie,
- Danila Nistor.

### Deportați în Bărăgan
- Fam. Moise - Moise Iosif, Moise Eva, Moise Stefan
- Fam. Toc - Toc Stela cu parintii
- Fam. Luca - Luca Stefan, Luca Elena
- Fam. Murgu - Murgu Simion cu soția și fiul deținut politic deportat în Bărăgan, Murgu Nicolae, Murgu Iosif, Murgu Carolina
- Fam. Iosu Priu
- Fam. Pintaru - Rusmir Adam, Rusmir Carolina

### Naționalizați
Au fost naționalizate toate familiile deportate și familia tâmplarului Raica Ion, în urma colectivizării forțate au fost naționalizate toate mijloacele de producție, terenurile, casele persoanelor emigrate în străinătate fără rude în țară. S-a incercat legarea de C.A.P. a țăranilor și meșteșugarilor, lucru nereușit de puterea comunistă odata deposedați de bunuri, arestați, deportați, dați afară din școli pe motive politice sau datorită neagreării sistemului C.A.P., locuitorii au abandonat localitatea mutându-se în marile orase sau emigrând în continuare conform obiceiului. Aceasta a dus la scăderea populatiei la ~280 de locuitori în anul 2008.

## Facilități economice și administrative
Terenuri agricole, forestiere, zonă turistică, spații turistice de vânzare, spații cu destinație economică sau socială, școală pentru clasele I-V, grădiniță, dispensar medical, magazine alimentare si mixte, drum asfaltat, proiect aprobat de apa și canalizare, sistem de colectare a deșeurilor menajere.
Se preconizează înființarea unui parc eolian pe raza localității, existând, se pare, două firme interesate de proiect.

## Învățământ
Pe data de 02.04.2008 are loc darea în folosință la standard european a școlii cu clasele I-IV și grădiniță, inaugurarea având loc in prezența ministrului secretar de stat Horia Irimia.

## Legende, povestiri

### Haiducul Adam Neamțu, de Damian Izverniceanu
Haiducul Adam Neamțu a fost originar din Slatina Nera și o vreme dascăl într-un mic sat de la Dunăre. Adam Neamțu s-a făcut haiduc, împreună cu prietenul său, Lăzărica, stabilindu-și „reședința” în Peștera Rolului din Cheile Nerei. Era cunoscut că Adam Neamțu purta straie „nemțești”. A fost viteaz și drept, darnic cu săracii, cărora le umplea poala de galbeni luați de la cei bogați. A fost prins pe când își vizita ibovnica, Ileana, prin trădarea unui fost ortac, Buzangiu și închis întâi în Oravița, apoi, 20 de ani, la Lugoj. Săracii care primeau de la Adam Neamțu câte o poală de galbeni împărătești nu se mai puteau numi săraci. Cu ei „puteai cumpăra un sat cu popă cu tot”. Unii și-au pus acțiuni la societatea austriacă ce a construit primele căi ferate în această parte a Banatului și administra și minele din Anina. Câțiva dintre săracii miluiți de el au devenit mult mai bogați ca ceilalți.
Când a revenit Adam Neamțu de la închisoare de la Lugoj, s-a dus să ceară de la unul Iosom Catina, din Ilidie, pe care el îi dăruise pe vremuri. Iar acesta l-a gonit cu argații din ogor. Drept pentru care Adam Neamțu s-a apucat iar de haiducie, i-a dat foc lui Iosom, de-a ars de viu cu tot ce avea. Pe haiduc l-au prins și l-au spânzurat pe urmă, fără judecată, lângă orașul Guzainii, lângă Vârșet. 

### Legenda Lacului Ochiul Bei
Se spune că aceste locuri au fost stăpânite de un pașă hain. Acesta avea un fiu de o rară frumusețe. Se zice că avea ochii albaștri și expresivi încât dacă te uitai în ei, pur și simplu te pierdeai. Tânărul acesta frumos obișnuia să meargă la vânătoare în aceste păduri. Într-o zi, în Poiana Florii se întâlni cu o frumoasă fată de valah care era cu oile la păscut. De îndată ce privirile li s-au întâlnit, se îndrăgostiră pe loc unul de celălalt. Pașa, tatăl beiului, află că fiul său s-a îndrăgostit de o fată de valah și imediat trimite slugile să o omoare. Slugile se duc să o omoare pe iubita tânărului. Când tânărul bei o găsește pe fată fără suflare varsă lacrimi amare după ea, însă degeaba. Atunci, tânărul realizează că nu mai poate să-și aducă la viață iubita și își pune capăt zilelor. Iar, din lacrimile și jertfa lui, luă ființă lacul albastru și cristalin precum ochii și sufletul lui.